# كينيث إي. سكوت
كينيث إي. سكوت (بالإنجليزية: Kenneth E. Scott)‏ هو محامي أمريكي، ولد في 1928، وتوفي في 2016.